# Ким, Фёдор Дорофеевич
Фёдор Дорофеевич Ким (1906 год, деревня Паксекори, Южно-Уссурийский уезд, Приморская область, Приамурский край, Российская империя — 1961 год, Верхне-Чирчикский район, Ташкентская область) — звеньевой колхоза имени Свердлова Верхне-Чирчикского района Ташкентской области, Узбекская ССР. Герой Социалистического Труда (1951).

## Биография
Родился в 1906 году в крестьянской семье в деревне Паксекори Южно-Уссурийского уезда. Окончил 4 класса в местной начальной школе. Трудился в личном подсобном хозяйстве.
В 1937 году депортирован на спецпоселение в Ташкентскую область Узбекской ССР. Трудился рядовой колхозник, звеньевым в колхозе имени Свердлова Верхне-Чирчикского района.
В 1948 году звено Фёдора Ким собрало в среднем с каждого гектара по 124,8 центнеров зеленцового стебля кенафа на участке площадью 8 гектаров. Указом Президиума Верховного Совета СССР от 22 мая 1951 года удостоен звания Героя Социалистического Труда «за получение в 1950 году высоких урожаев зеленцового стебля кенафа на поливных землях при выполнении колхозом обязательных поставок и контрактации по всем видам сельскохозяйственной продукции, натуроплаты за работу МТС и обеспеченности семенами всех культур в размере полной потребности для весеннего сева 1951 года» с вручением ордена Ленина и золотой медали «Серп и Молот».
За выдающиеся трудовые достижения в 1952 году награждён вторым Орденом Ленина.
Трудился в колхозе до выхода на пенсию.
Скончался в 1961 году. Похоронен на кладбище бывшего колхоза имени Свердлова (сегодня — Юкарычирчикский район).
Награды
- Герой Социалистического Труда
- Орден Ленина — дважды (1951; 21.12.1953)
- Медаль «За доблестный труд в Великой Отечественной войне 1941—1945 гг.» (06.06.1945)